# Georges Rodenbach
Pour les articles homonymes, voir Rodenbach.
 (octobre 2023).
Georges Raymond Constantin Rodenbach, né le 16 juillet 1855 à Tournai et mort le 25 décembre 1898 à Paris, est un poète symboliste et un romancier belge de la fin du XIXe siècle. Bien qu'il soit mort à quarante-trois ans, il occupe une place prépondérante dans l'histoire du symbolisme international avec ses recueils de poésie dont son célèbre roman Bruges-la-Morte. Il est un cousin du dramaturge Albrecht Rodenbach.

## Biographie
Georges Rodenbach est le fils de Constantin Rodenbach et de Rosalie Gall. Il naît rue des Augustins à Tournai (maison disparue mais plaque commémorative sur le bâtiment des Archives de l’État). Il est baptisé à l'église Sainte-Marie Madeleine. Il est lié, par sa mère, aux familles Baclan et Debonnaire de la ville picarde. Issu d'une famille aristocratique d'origine allemande, son père, fonctionnaire au ministère de l'Intérieur, est vérificateur des poids et mesures ; son grand-père paternel, vénérable de la seule loge brugeoise La Réunion des Amis du Nord, chirurgien et député, est l'un des fondateurs de la Belgique ; son grand-oncle a créé la brasserie Rodenbach.
Georges Rodenbach passe son enfance à Gand où sa famille s'installe en 1855. Il fait de brillantes études au collège Sainte-Barbe, où il se lie avec Émile Verhaeren, et à la faculté de droit de l'université de Gand. Il est ensuite envoyé par son père à Paris, pour y parfaire ses études, mais le jeune homme y fréquente surtout les milieux littéraires, puis il revient à Bruxelles, où il devient le collaborateur de l'avocat Edmond Picard.
En 1877, il publie son premier recueil de vers, Le Foyer et les Champs. En 1878, il effectue un nouveau séjour à Paris où il fréquente assidûment le cercle des Hydropathes. Il y nouera ses premières relations parisiennes : Catulle Mendès, François Coppée, Maurice Barrès, etc.
Délaissant le barreau en 1881, il se consacre à la littérature et collabore à La Flandre libérale et au premier numéro de La Jeune Belgique. Il publie La Mer élégante. En 1886, La Jeunesse blanche lui vaut la célébrité non seulement en Belgique mais aussi en France. C'est le premier d'une série de recueils qui formera jusqu'à sa mort prématurée en 1898 un tout cohérent.
La Jeunesse blanche raconte tout simplement son enfance chrétienne à Gand chez les jésuites de Sainte-Barbe où il eut pour condisciple Émile Verhaeren avec lequel il lia une grande amitié qui durera toute sa vie, bien que leurs poésies respectives diffèrent totalement. L'année suivante, Le Livre de Jésus montre Jésus revenant incognito sur terre, à Gand probablement, et tout le monde le méconnaît, le délaisse. C'est le spectacle de cette ville qui s'industrialise et où règnent désormais les idéologies matérialistes, l'argent, le machinisme, avec la misère prolétarienne, et le cynisme des riches. Ce récit s'achève amèrement. Le livre de Jésus ne sera publié qu'en 1923, à part quelques extraits parus dans la presse. Il est imprégné de la pensée de la Dévotion moderne.
Impétueux animateur de la revue La Jeune Belgique, dont il est l'écrivain le plus doué avec son ami d'enfance Émile Verhaeren[Interprétation personnelle ?], il parvient à organiser en Belgique une tournée de l'écrivain Villiers de l'Isle-Adam. Peu après la mort de celui-ci, il invite son ami Stéphane Mallarmé pour évoquer Villiers dans les cercles littéraires belges. Par des conférences, Georges Rodenbach introduit également la pensée pessimiste de Schopenhauer, qui va imprégner une grande partie de son œuvre.
Correspondant du Journal de Bruxelles, il s'installe définitivement à Paris en 1888, où son roman Bruges-la-Morte (1892), publié sous forme de feuilleton dans les colonnes du Figaro du 4 au 14 février et en volume en juin, chez Flammarion, chef-d'œuvre du symbolisme, remporte un très grand succès. Cet ouvrage, dont le personnage central est la ville de Bruges elle-même, contribue grandement à la renommée de la cité flamande. Il s'agit d'un des premiers romans dont les illustrations (des similigravures de la ville) font partie intégrante du dispositif narratif — c'est ce procédé littéraire que reprendra André Breton pour son récit Nadja. A propos de ce roman, en 1956, le réalisateur argentin Hugo del Carril a tourné le film "Más allá del olvido". Au Figaro, il se lie d'une profonde amitié intellectuelle avec le polémiste anarchisant Octave Mirbeau, celui qui fera découvrir au grand public Maurice Maeterlinck et qui est l'auteur du Journal d'une femme de chambre.
Il convient de mettre en parallèle l'œuvre de Rodenbach avec celle du peintre symboliste belge Fernand Khnopff. À l'époque de la parution de Bruges-la-Morte, dont il a conçu le dessin-frontispice, il participe aux salons Rose-Croix de Sâr Péladan.
Georges Rodenbach se lie avec Stéphane Mallarmé et devient un causeur éblouissant des Mardis de la rue de Rome. Il se lie d'amitié avec Rémy de Gourmont, Edmond de Goncourt qui le cite régulièrement dans son Journal, Alphonse Daudet, Frédéric Mistral, Joris-Karl Huysmans, l'occultiste Jules Bois, Auguste Rodin, qu'il défend avec passion dans Le Figaro, etc.
Parmi ses amis peintres et dessinateurs figurent Félicien Rops, Jules Chéret, le parrain du fils du poète, Alfred Stevens, Jan Toorop, Georges de Feure, Odilon Redon, Claude Monet, Paul Cézanne, Jean-François Raffaëlli, Albert Besnard, Lucien Lévy-Dhurmer, Eugène Carrière, Puvis de Chavannes, etc.
Rodenbach collabore au Figaro où il publie Agonies de villes, série de portraits consacrés notamment à Bruges, Saint-Malo et Gand.
En 1894, il est le premier auteur belge à voir une de ses œuvres, Le Voile, mise au répertoire de la Comédie-Française. Il impose dans le rôle principal la jeune Marguerite Moreno qui l'évoque dans ses souvenirs littéraires. La même année, il est décoré de la Légion d'honneur au titre étranger.
En 1896, il publie Les Vies encloses, recueil de poèmes inspiré par l'occultisme (Novalis) et le romantisme allemands. Bien que malade depuis de longues années, il publie un autre chef-d'œuvre, également situé à Bruges, Le Carillonneur (1897), d'une veine plus naturaliste, où il relate avec réalisme les débats qui animent la ville autour des partisans du projet Bruges-port-de-mer ou Zeebruges et les défenseurs d'une ville d'art destinée à l'élite de l'humanité. Le poète craint en fait, mais à tort, que le développement du port commercial contribue à détruire le patrimoine et l'esprit médiéval de Bruges, comme ce fut en partie le cas de Gand, sa ville d'enfance en proie à l'industrialisation galopante.
Le 12 août 1898, il publie, dans Le Figaro, un article sur Arthur Rimbaud.
Cette même année, il publie son dernier recueil poétique qui est comme son testament spirituel, Le Miroir du ciel natal, où il revient sur son enfance à Gand. Le commencement du recueil est sombre, puis son symbolisme s’éclaire dans le chapitre suivant « Les réverbères », qui sont comme des images des étoiles. Ensuite, la joie et la lumière jaillissent dans « Les jets d’eau », « Les premières communiantes », jusqu’à l’épilogue, prière conclusive :

« Seigneur ! en un jour grave, il m’en souvient, Seigneur !
Seigneur, j’ai fait le vœu d’une œuvre en votre honneur. »

Rodenbach était pressenti pour faire partie des membres fondateurs de l'Académie Goncourt s'il avait acquis la nationalité française qu'on lui proposa et qu'il refusa.

### Mort

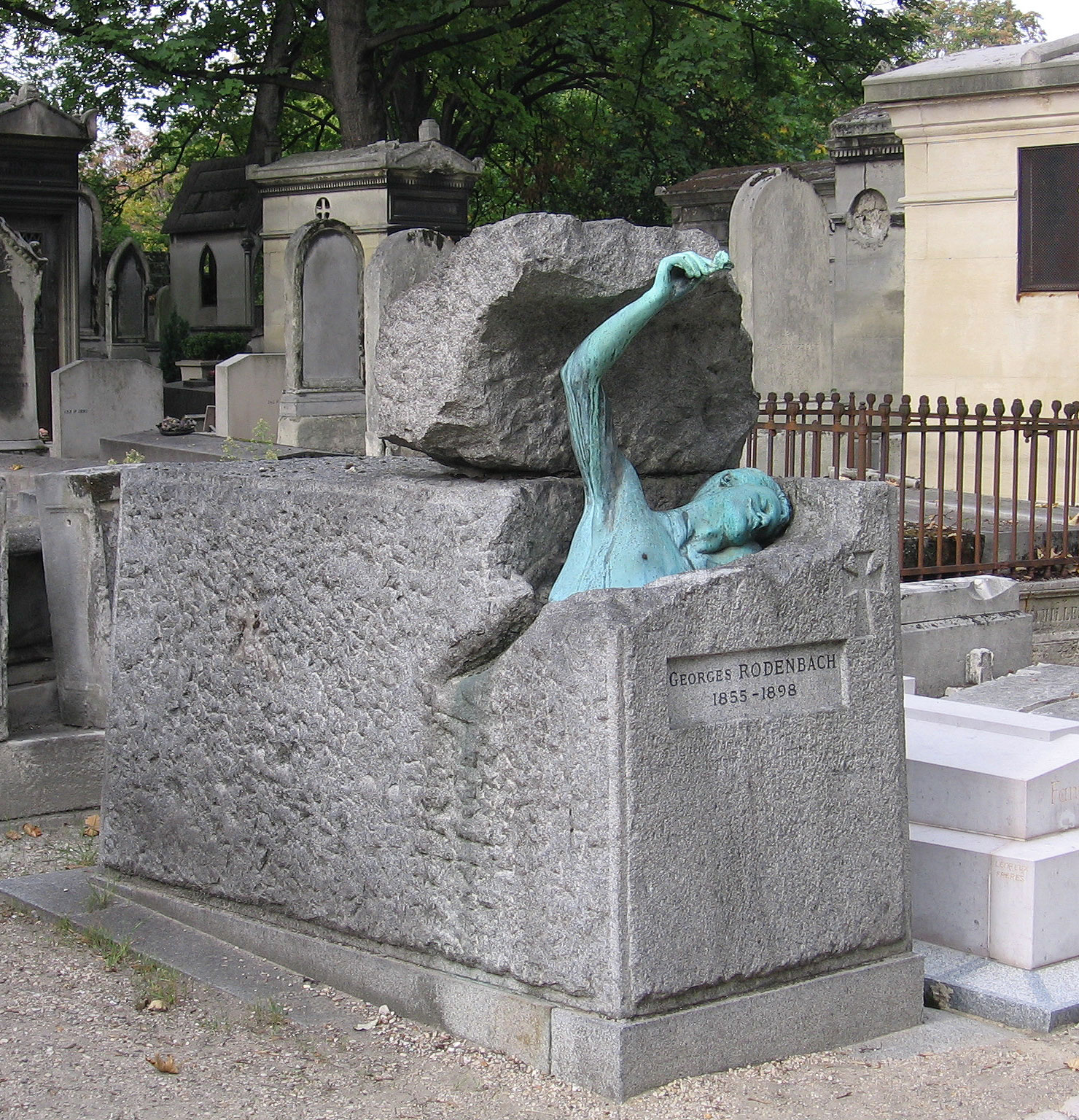
Tombe de Georges Rodenbach au cimetière du Père-Lachaise (division 15).

Il meurt à 43 ans d'une typhlite le jour de Noël 1898. Il est inhumé à Paris au cimetière du Père-Lachaise (division 15) où l'occultiste Catulle Mendès prononce son éloge funèbre.

### Vie privée
En 1888, l'écrivain épouse Anna-Maria Urbain, originaire de Frameries dans le Hainaut belge, et qui sera, plus tard, journaliste à la Tribune de Genève. Albert Besnard en fait un portrait en 1897. Leur fils unique, Constantin, sera naturalisé français ; il joue près des « fortifs » avec le petit Maurice Rostand.

### Hommages et postérité
Marcel Proust lui vouait une grande admiration comme l'atteste son long message de condoléances conservé aux Archives et Musée de littérature à Bruxelles : 

« M. Rodenbach était pour moi un objet de sympathie, d'admiration extrêmement vive. »

Par son côté dandy, Rodenbach serait l'un des modèles de Swann de À la recherche du temps perdu.
De nombreuses plaques ou monuments commémoratifs honorent la mémoire du chantre de Bruges :
- 1903 : monument dû à George Minne, au Grand Béguinage Sainte-Élisabeth de Gand ;
- 1923 : plaque apposée au 43, boulevard Berthier à Paris, sa dernière demeure ;
- 1948 : plaque apposée au 9, boulevard Frère Orban (maison détruite), dans la ville de sa jeunesse à Gand, à deux pas du Petit Béguinage ;
- 1948 : plaque apposée au 8, Van Eyckplein à Bruges ;
- 1999 : plaque apposée au 93, rue Berckmans à Saint-Gilles, commune de Bruxelles où il composa son premier recueil de qualité La Jeunesse blanche (1886) avant de monter à Paris.
- 2020 : plaque apposée rue des Augustins sur l'emplacement de sa maison natale (actuelles Archives de l’État de Tournai) à côté du collège Notre-Dame.

Un médaillon d'Auguste Rodin à la mémoire de Rodenbach devait se dresser face au béguinage mais la ville de Bruges refusa le projet au motif que le poète était francophone, parisianisé et que son œuvre était anticatholique. La véritable raison réside dans le fait qu'il avait organisé à Paris, avec Octave Mirbeau, une campagne de presse contre le projet de Zeebruges censé, à ses yeux, accélérer l'industrialisation de Bruges et détruire son patrimoine médiéval.
À Tournai, Charlotte Besnard devait ciseler un buste du poète. À la suite de la mort du poète, le projet n'aboutit pas. L'artiste réalisa cependant un surprenant tombeau expressionniste situé au cimetière du Père-Lachaise à Paris. Le monument funéraire, d'inspiration rosicrucienne et/ou martiniste, montre le poète sortant du tombeau, une rose à la main. Une croix templière est gravée dans la partie inférieure du tombeau. Selon l'avis mortuaire paru dans la presse, le poète aurait dû être inhumé à Bruges.
Selon le témoignage de René Micha, l'écrivain japonais Yukio Mishima aurait relu Bruges-la-Morte peu avant son suicide.
Le fonds Georges Rodenbach est consultable à la Bibliothèque royale de Belgique (section Archives et musée de la littérature). Son mobilier et une seconde partie de sa bibliothèque se trouvent au Musée des Beaux-Arts de la même ville.
Né à Tournai, déclinant des thèmes flamands en langue française, comme Verhaeren, Georges Rodenbach, premier écrivain belge à réussir à Paris, résume à lui seul toutes les contradictions de la Belgique actuelle. Son cousin, le poète Albrecht Rodenbach, s'est d'ailleurs fait le chantre d'une émancipation de la Flandre.

## Œuvres
- Œuvre poétique 2 vol., Archives Karéline, 2008.
- Le Foyer et les Champs, 1877, poésies, lire en ligne sur Gallica.
- Les Tristesses, 1879, poésies.
- La Belgique 1830-1880, 1880, poème historique.
- La Mer élégante, 1881, poésies, lire en ligne sur Gallica.
- L'Hiver mondain, éditions Henry Kistemaeckers, Bruxelles, 1884, poésies, lire en ligne sur Gallica.
- Vers d'amour, 1884.
- La Jeunesse blanche, 1886, poésies.
- Le livre de Jésus, 1887 poème, publié à Paris en 1923 seulement.
- Du Silence, 1888, repr. Le règne du silence, Paris, 1891, poème.
- L'Art en exil, 1889, roman.
- Bruges-la-Morte, 1892, roman.
  - Traduit en néerlandais chez Standaard Uitgeverij, Brugge, die stille, et chez P.N. Van Kampen & Zoon Brugge-de-dode[9].
  - Traduit en anglais (éditeur Dedalus) par le poète Will Stone.
- Le Voyage dans les yeux, 1893, poème.
- Le Voile, drame, joué à la Comédie-Française le 21 mai 1894.
- L'Agonie du soleil, (préface au recueil de Charles Guérin) 1894.
- Musée de béguines, 1894, nouvelles.
- Le Tombeau de Baudelaire, 1894.
- La Vocation, 1895.
- À propos de "Manette Salomon". L'Œuvre des Goncourt, 1896.
- Les Tombeaux, 1896, avec József Rippl-Rónai et James Pitcairn-Knowles, lire en ligne sur Gallica.
- Les Vierges, 1896, avec Rippl-Rónai et Pitcairn-Knowles lire en ligne sur Gallica.
- Les Vies encloses, 1896, poème.
- Le Carillonneur, 1897, roman.
  - Traduit en néerlandais sous le titre De beiaardier.
  - Traduit en anglais sous le titre The Bells of Bruges.
- Agonies de villes, 1897, essai.
- Le Miroir du ciel natal, 1898, poème.
- Le Mirage, adaptation théâtrale de son roman Bruges-la-Morte, 1900.
- Le Rouet des brumes, contes posthumes, 1901.
- Évocations, notice de Pierre Maes, La Renaissance du Livre, in-18°, 320 p., 1924.

## Adaptations musicales

### Mélodies
- Jean Roger-Ducasse, 1897  (Publication Durand 1914) : Les Jets d'eau
- Ernest Moret, 1900 (Publicaion Heugel) L'heure inoubliable (Promenade) extrait du 1er volume de mélodies. Dédicace à ma mère.
- Ernest Moret, 1901 (Publication Heugel & Cie 1901) Le Ciel est Gris extrait de Poème du Silence. Dédicace à Madame Massenet
- Rita Strohl, 1901 (Publication F. Toledo & Cie 1901)  Vieilles cloches extrait des 10 Poésies mises en musique
- Gabriel Dupont, 1904 (Publication G. Astruc 1904) Douceur du soir extrait des Poèmes d'automne
- Sergey Taneyev, 1908 (Publication Russischer Musikverlag 1909) : Fontaines (Фонтаны) extrait des 10 Poèmes Op.26, n°7
- Florent Schmitt, 1911 (Publication Chapelier 1912) Dans l'air fraîchi Op 55 n°1. Dédicace à Lucy Vuillemin
- Max Arham, 1912 (Publication M. Senart, B. Roudanez & Cie 1912) Promenade extrait de Seize mélodies
- Mikhail Ostroglazov 1913 (Publication P. Jurgenson 1913) extrait des 5 pièces Op 5
- Aleksandre Krein, 1915 (Publication Jurgenson 1916) Lev Kobylinsky - Зимний сад (extrait d'In the Days of Mourning - Во дни скорби)
- Cyril Plante, 1998 : Les Cygnes Op 28. Dédicace à J. P. Raybois.

### Poème symphonique
- Rita Strohl, Les Cygnes, soprano et orchestre symphonique
- Xavier Leroux, Le carillonneur : pièce lyrique en trois actes et sept tableaux d'après le roman de Georges Rodenbach (Publication Choudens 1913). Chœur, orchestre et solistes. Dédicace à Marguerite Carré.

## Adaptations cinématographiques
- 1956 : Au-delà de l'oubli (Más allá del olvido) de Hugo del Carril